# Via San Faustino
Via San Faustino è una via di Brescia, che attraversa in senso nord-sud la zona centro-nord del centro storico cittadino, delimitando a est il quartiere Carmine. È la principale arteria viaria di quest'area del centro storico e, con un sinuoso percorso di più di 500 metri, collega piazza della Loggia a piazzale Cesare Battisti, nella primissima periferia all'esterno del tracciato della scomparsa cinta muraria.

## Storia
La via costituì uno dei luoghi commercialmente più animati di Brescia già dall'antichità. Le origini del percorso viario sono da far risalire alla tarda antichità o almeno all'epoca longobarda: sul suo tracciato passò la processione dell'816 che traslava le reliquie dei santi Faustino e Giovita dalla chiesa di San Faustino ad Sanguinem alla chiesa di Santa Maria in Silva, nucleo originale paleocristiano della chiesa dei Santi Faustino e Giovita, dalla quale la strada prenderà poi il nome. Agli stessi frati del monastero di San Faustino si deve, nel 1496, la definitiva conformazione del tracciato, il cui andamento sinusoidale seguiva il percorso del torrente Garza.
Immersa nel quartiere popolare medievale, sulla via solcata dal corso d'acqua si insediarono diverse attività commerciali, che definirono anche il carattere architettonico del luogo: case alte e strette, dalle facciate variopinte, ma di scarso pregio, che si susseguono quasi senza interruzione, destinate ad ospitare un tempo gli artigiani e le loro botteghe. La zona più settentrionale di via San Faustino già anticamente presentava un assetto abbastanza simile all'attuale, sebbene ricca di aree boschive, come testimonia il titolo della già citata chiesa di Santa Maria in Silva. La strada, quindi, terminava idealmente all'incrocio tra via Elia Capriolo e rua Confettora, frantumandosi poi in una serie di stretti e tortuosi vicoli tra i caseggiati addossati alle sponde del Garza. Il passaggio principale, per questo tratto, diventava rua Sovera, la piccola via parallela, sul lato occidentale.
La situazione rimane invariata fino al 1810, quando vengono trasferiti lungo la via i mercati delle biade e della legna, anticamente esercitati in piazza della Loggia. La nuova collocazione si riteneva idonea a facilitare gli scambi ed i collegamenti con le valli da cui proveniva la materia prima, ma la mancanza di strutture adatte al mercato e i problemi di carattere igienico indussero nel 1823 a trasferire l'attività commerciale altrove. Il tratto meridionale della via viene aperto, a partire dal 1864, con la demolizione di alcune case nei pressi dell'incrocio con via Capriolo, creando finalmente un percorso unico e diretto. Sempre a partire dall'Ottocento si ha la progressiva copertura del Garza, fino ad allora a cielo aperto al centro della via, per migliorare le condizioni igieniche e adeguare la via alle nuove esigenze viabilistiche.
Nella prima metà del Novecento si collocano gli ultimi interventi a modifica dell'assetto della via: nel 1927, per permettere l'installazione della linea tranviaria, viene demolita l'isola abitativa collocata a sud della chiesa di San Faustino Maggiore, davanti alla chiesa di San Giacomo, creando l'ampio slargo ancora presente. Altri interventi demolitori si hanno nei primi anni '30, nell'ambito di revisione urbanistica del centro storico in parallelo al cantiere appena concluso di piazza della Vittoria: in questa occasione viene demolito il primo tratto della spina di abitazione interposta tra via San Faustino e rua Sovera, così come i caseggiati a nord del Palazzo della Loggia. I progetti relativi all'area, così come l'intervento urbanistico, rimarranno però incompiuti e il nuovo slargo non sarà mai più rioccupato, prendendo il nome di largo Formentone o, secondo il nome popolare, piazza Rovetta.
Tra la fine del Novecento e i primi anni del XXI secolo la via è stata oggetto di un programma di riqualificazione urbanistica, con restauro degli edifici lungo i margini e rinnovo dell'arredo urbano.
All'estremità nord della via si apre la fermata San Faustino della metropolitana di Brescia.